# Bernard A. Confer
Bernard A. Confer (* 1914; † 1988 in Teaneck, New Jersey) war ein US-amerikanischer Verbandsfunktionär.

## Werdegang
Confer schloss 1934 sein Studium an der Pennsylvania State University ab. 1946 kam er nach seinem Ausscheiden aus der Armee zur Hilfsorganisation Lutheran World Relief. Er wurde 1948 zum Verwaltungssekretär und 1953 zum Geschäftsführer ernannt. In dieser Funktion blieb er bis zu seinem Ruhestand 1981.
Er war zudem Vorsitzender des CRALOG und von 1962 bis 1968 Präsident des Teaneck Board of Education.
Er starb im September 1988 in seinem Haus an Leukämie.

## Ehrungen
- 1958: Großes Verdienstkreuz der Bundesrepublik Deutschland
- Ehrenvorsitzender des American Council of Voluntary Agencies for Foreign Service